# Wendlebury
Wendlebury – wieś w Anglii, w hrabstwie Oxfordshire, w dystrykcie Cherwell. Leży 15 km na północ od Oksfordu i 84 km na północny zachód od Londynu. W 2001 miejscowość liczyła 434 mieszkańców.